# Tibor Cservenyák
Tibor Cservenyák (né le 8 août 1948 à Szolnok) est un joueur de water-polo hongrois, champion olympique en 1976 à Montréal et auparavant d'une médaille d'argent en 1972 à Munich.